# Oni byli aktjorami
Oni byli aktjorami (russisk: Они были актёрами) er en sovjetisk spillefilm fra 1981 af Georgij Natanson.

## Medvirkende
- Zinaida Kirienko som Aleksandra Peregonets
- Igor Ledogorov som Rjabinin
- Aleksandr Fatjusjin som Nikolaj Barysjev
- Zjanna Prokhorenko som Ozerova
- Vladimir Druzjnikov som Anatolij Dobkevitj